# Тербліг
Тербліг (англ. Therblig) — один із 18-ти найпростіших рухів які може виконати робітник. Термін був винайдений американськими психологами Френком та Ліліан Гілбрет. Сама назва терміну походить від прізвища Гілбрет, якщо прочитати її навпаки. Тому назва терміну — паліндром від прізвища Гілбрет.

## Список рухів

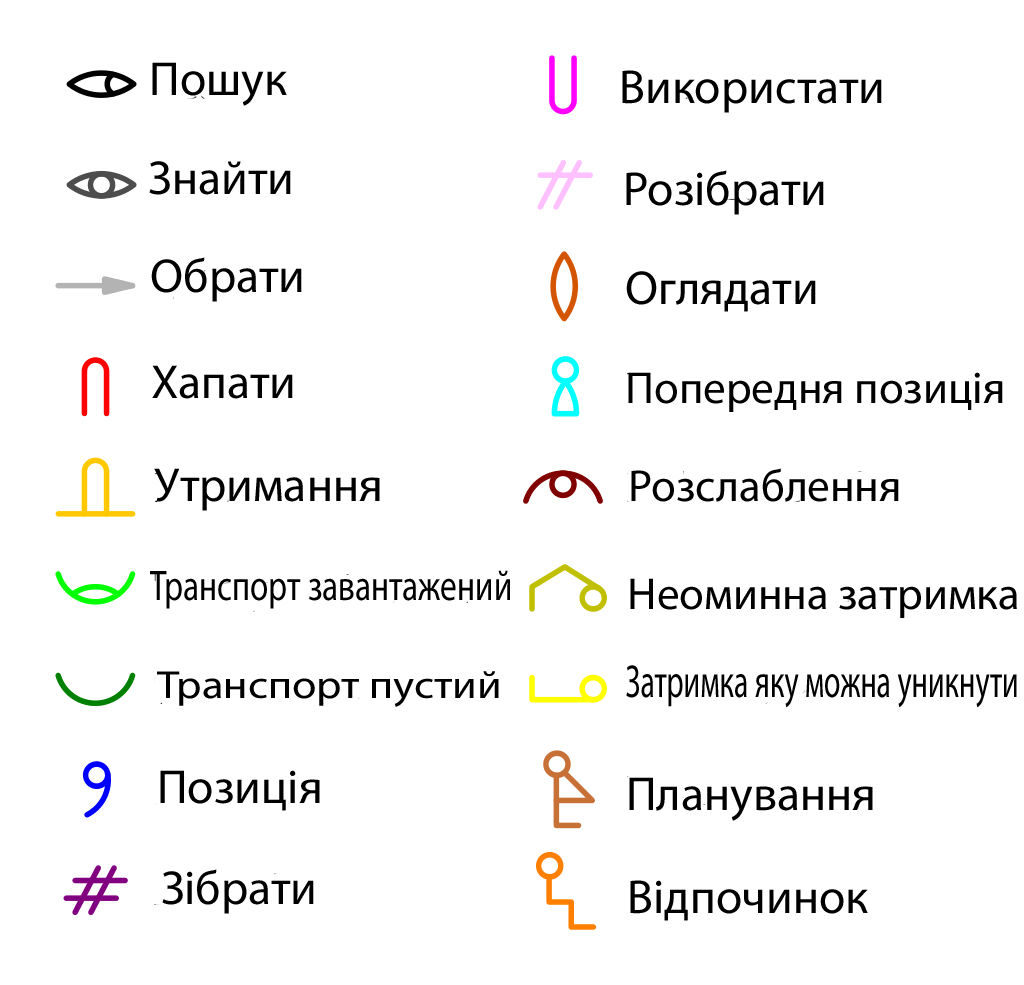
Символи які використовуються для відображення 18-ти Терблігів

Цей список показує кількість рухів які називають «Терблігами».
Список складається з 18-ти рухів які може виконати працівник.
- Транспорт порожній (TE, Transport Empty) — Рука без предмета.
- Відпочинок (R, Rest) — Відпочинок для продовження роботи.
- Транспорт завантажений (TL, Transport loaded) — Рука з предметом.
- Обрати (ST, Select) — Обирання предмету.
- Планування (PN, Plan) — Обирання шляху виконання дій.
- Хапати (G, Grasp) — Захоплення предмета порожньою рукою.
- Неоминна затримка (UD, Unevoidable Delay) — Фактори які не залежать від робітника та включені в трудовий процес.
- Затримка, яку можна уникнути (AD, Avoidable Delay) — очікування під контролем робітника.
- Знайти (F, Find) — Реакція на кінець циклу пошуку.
- Оглядати (I, inspect) — Ревізія об'єкта.
- Положення (P, Position) — Позиція об'єкта.
- Пошук (SH, Search) — Пошук предмета очима.
- Розібрати (DM, Disassamble) — Розбирання об'єкта на елементи.
- Зібрати (A, Assemble) — Збирання об'єкта з елементів.
- Використати (U, Use) — Використання предмету.
- Попередня позиція (PP, Preposition) — Положення предмета для подальшого використання.
- Розслаблення (RL, Release Load) — Вивільнення предмету.
- Утримання (H, Hold) — Утримання об'єкту.

## Історія виникнення
Використовувавши кінокамеру та мікрохронометр (Мікрохронометр — годинник який винайшов Френк Гілбрет та мав змогу записувати інтервали тривалістю до 1/2000 секунди) Френк та Ліліан описали 18 елементарних рухів, та назвали їх «Терблігами».

## Ефективні та неефктивні рухи
Рухи також поділяються на ефективні та неефективні.
| Ефективні: - Попередня позиція (PP, Preposition) - Використати (U, Use) - Розібрати (DM, Disassamble) - Розслаблення (RL, Release Load) - Зібрати (A, Assemble) - Хапати (G, Grasp) | Неефективні: - Утримання (H, Hold) - Планування (PN, Plan) - Пошук (SH, Search) - Обрати (ST, Select) - Неоминна затримка (UD, Unevoidable Delay) - Затримка яку можна оминути (AD, Avoidable Delay) - Оглядати (I, inspect) - Положення (P, Position) - Відпочинок (R, Rest) |

## Приклад використання
Тут приведений приклад використання «Терблігу».
...Представимо ситуацію в якій чоловік пішов у ванну для того щоб побритися. Припустимо, що його лице вже напінене, і він готовий взяти бритву в руки. Він знає де вона знаходиться, але спершу йому потрібно знайти її очима. При цьому використовується перший Тербліг "Пошук". Він знаходить предмет очима, потім в силу вступає інший Тербліг "Знайти". Після цього, використовується Тербліг "Обрати" який переходить в "Хапати". Після того, "Транспорт завантажений", коли він підносить бритву до лиця та "Позиція" приставляючи бритву до бороди.